# Američki prirodoslovni muzej
Američki prirodoslovni muzej (engleski: American Museum of Natural History, skr. AMNH) je prirodoslovni muzej u New Yorku (zapadni Manhattan, preko puta Central Parka)  utemeljen 1869. godine. Površinom od 190.000 m², jedan je od najvećih muzeja te vrste na svijetu i sastoji se od 26 povezanih zgrada, te 45 dvorana sa stalnim postavkama, uključujući planetarij i knjižnicu.
Muzejska zbirka sadrži preko 34 milijuna primjeraka biljaka, životinja, fosila, minerala, stijena, meteorita, ljudskih ostataka i ljudskih kulturnih artefakata, kao i specijaliziranih zbirki za smrznuto tkivo i genomske i astrofizičke podatke, od kojih se samo mali dio može prikazati u bilo kojem trenutku
Muzej ima stalno znanstveno osoblje od 225 osoba, sponzorira preko 120 posebnih terenskih ekspedicija svake godine i prosječno godišnje ima oko pet milijuna posjetitelja.

## Povijest
Prije izgradnje sadašnjeg kompleksa, muzej je bio smješten u zgradi Arsenala u Central Parku. Theodore Roosevelt stariji, otac Theodora Roosevelta, 26. predsjednika SAD-a, bio je jedan od osnivača, zajedno s nizom drugih. Osnivanjem muzeja ostvaren je san prirodoslovca dr. Alberta S. Bickmora koji je godinama neumorno lobirao za osnivanje prirodoslovnog muzeja u New Yorku. Njegov prijedlog podržali su njegovi bogati sponzori, a dobio je i podršku njujorškog guvernera Johna Thompsona Hoffmana, koji je 6. travnja 1869. potpisao zakon kojim je službeno stvoren Američki prirodoslovni muzej.
Godine 1874., kamen temeljac je položen za prvu zgradu muzeja, koja je sada skrivena od pogleda mnogim zgradama u kompleksu koji danas zauzima veći dio Manhattnskog trga. Originalnu viktorijansku neogotičku zgradu, koja je otvorena 1877. godine, dizajnirali su Calvert Vaux i J. Wrey Mould, koji su već bili odgovorni za veliku većinu zgrada oko Central Parka.
Južno krilo muzeja, koje je dizajnirao J. Cleaveland Cady, ubrzo je otvoreno. Ovo je krilo dugačko 210 i najveće visine od 46 metara; glavni ulaz mu je kroz Central Park, te je zajedno s Memorijalom Theodorea Roosevelta (arhitekt John Russell Pope), izvanredan kompleks u stilu Beaux-Arts (akademizam/historicizam).
Od 1930. godine fasada ostaje nepromijenjena, a arhitekt Kevin Roche odgovoran je za održavanje zgrada od početka devedesetih godina prošlog stoljeća. Od tada su provedene brojne unutarnje i vanjske obnove, uključujući proširenja do „Dinosaurske dvorane” i djelomičnu obnovu Rooseveltovog spomenika. God. 1992., tim pod vodstvom Rochea dizajnirao je knjižnicu na osmom katu zgrade.
Muzej se spominje u mnogim književnim i filmskim djelima, od kojih su najpoznatiji Lovac u žitu (J. D. Salinger) i Noć u muzeju (knjiga) (po kojoj je snimljen i slavni istoimeni film, Noć u muzeju (2006.)

## Stalne postavke
Američki prirodoslovni muzej jedna je od najpoznatijih znanstvenih, kulturnih i obrazovnih institucija u svijetu. Muzej sadrži 45 stalnih izložbenih prostora, uključujući Hayden planetarij, te galerije za privremene izložbe.

### Dvorane sisavaca

#### Dvorana sjevernoameričkih sisavaca obitelji Bernard
Dvorana sjevernoameričkih sisavaca obitelji Bernard otvorena je 1942. god., te prikazuje 46 različitih vrsta sisavaca. Među njima su kojoti, vjeverice i medvjedi. U listopadu 2012. izložba je ponovno otvorena nakon višegodišnje restauracije u kojoj su slikari i dizajneri preuredili cjelokupni krajolik, životinjske kože i detalje diorama. Pored toga, ažurirana su objašnjenja o sisavcima. Ova izložba smatra se jednom od najbolje izrađenih diorama na svijetu.

#### Akeley dvorana afričkih sisavaca
Akeley dvorana afričkih sisavaca je prikaz divljih životinja u Africi. U središtu sobe je osam slonova koji su okruženi s 28 diorama u kojima nalazimo životinje kao što su: lav, gorila i nosorog. 

#### Vernay-Faunthorpe dvorana azijskih sisavaca
Dvorana azijskih sisavaca usredotočena je na velike sisavce Indije, Mjanmara i Tajlanda. U ovoj su dvorani bivoli, leopardi i nosorozi. Mnoge životinje izložene na ovom katu su u opasnosti da izgube staništa. 1990-ih, dva azijska sisavca, sibirski tigar i velika panda, bili su u opasnosti izumiranja.

#### Dvorana sisavaca države New York
U dvorani sisavaca države New York posjetitelji pronalaze eksponate lokalnih divljih životinja (vjeverica, kojot, zec, štakor, rakun i druge životinje). Većina ovih sisavaca poznata je samo stanovnicima ruralnog i prigradskog New Yorka, ali ne i stanovnicima urbanih područja.

#### Dvorana primata
Salon primata je podijeljen na obitelji i istražuje evoluciju ljudi od majmuna, preko hominida, pa čak i homo sapiensa. Odnos ljudske obitelji s rodbinom primata uspostavlja se odlikama kao što su držanje, količina dlake na tijelu i veličina ruku, posebno palca.

#### Dvorana malih sisavaca
U maloj dvorani sisavaca nalazi se velik broj različitih životinja u njihovim prirodnim staništima, od kanadske tundre do južnog Teksasa. Među životinjama su sisavci kao što su: jazavac, gorska kuna i minka.

### Dvorana ptica, gmazova i vodozemaca

#### Dvorana svjetskih ptica
Dvorana svjetskih ptica prikazuje različita okruženja diljem svijeta i ptice koje naseljavaju ove lokacije. Svaka od dvanaest diorama zajedno sa svojim vrstama predstavlja biome, poput pustinje ili prašume. Najomiljenija životinja na ovoj izložbi je kraljevski pingvin. 

#### Njujorška dvorana ptica
Ova dvorana prikazuje veliku raznolikost ptica prisutnih na području New Yorka. Zbog raznolikosti staništa u New Yorku, grad privlači više od 400 vrsta ptica. Vrhunac izložbe je golub selac koji je izumro početkom 20. stoljeća.

#### Dvorana sjevernoameričkih ptica
Izložba sadrži više od 20 diorama koje izlažu sjevernoameričke vrste iz različitih staništa, od Floride do Aljaske. Među zastupljenim ekosustavima su šume i pustinje. Vrhunac dvorane je sivi sokol.

#### Dvorana gmazova i vodozemaca
Salon gmazova i vodozemaca istražuje anatomiju, obranu, kretanje, razmnožavanje i prehrambene navike gmazova i vodozemaca. Veliki je niz ovih životinja izložen u Američkom prirodoslovnom muzeju, od male kubanske žabe do divovskog salamandera. Izložba obuhvaća i krokodile, aligatore, kornjače, žabe, među ostalim životinjama. Sve su životinje popraćene objašnjenjima različitih načina na koje štite, razmnožavaju se i žive.

### Milsteinova dvorana oceanskog života
Ova dvorana je posvećena pomorskoj biologiji, botanici i zaštiti mora. Slavna je zbog 29 m dugog modela plavetnog kita u prirodnoj veličini koji visi sa stropa iz 1969. god.

### Dvorane zemaljskih i planetarnih znanosti

#### Dvorana meteorita Arthura Rossa
Ova dvorana podijeljena je u tri dijela koja se usredotočuju na podrijetlo Sunčevog sustava, procese formiranja planeta i utjecaje meteorita. U ovom je dijelu izloženo više od 130 znanstveno relevantnih meteorita. Pored toga, u muzeju se nalaze i primjerci kamenja s Marsa i Mjeseca, prikupljeni u Apolo misijama iz 1970-ih.

#### Memorijalna dvorana dragog kamenja Morgan
U ovoj dvorani nalaze se dragocjeno i ukrasno kamenje, uključujući dijamant, safir, rubin i smaragd, kao i neki organski materijali. Izloženi su i rijetko kamenje i plemeniti metali poput metala i platine, a mogu se vidjeti i u obliku ukrasnih komada i nakita.

#### Dvorana minerala Harryja Franka Guggenheima
U dvorani minerala nalazi se nekoliko uzoraka minerala prikupljenih iz cijelog svijeta, uključujući i divovski topaz iz Brazila. 

## Obrazovni programi
Odjel za obrazovanje nudi programe, nastavu i usluge za sve uzraste. Muzej usko surađuje s javnim obrazovnim sustavom, podučava djecu i nastavnike kroz centar Davida i Ruth Gottesman. Centar pomaže oko 460.000 studenata koji godišnje posjećuju Američki prirodoslovni muzej. Otprilike 29% svih učenika osnovnih i srednjih škola u njujorškim javnim školama muzej posjećuje besplatno svake godine. Učitelji i volonteri vode djecu i podučavaju ih tijekom edukativnih posjeta.
U muzeju djeluje više od 200 znanstvenika koji rade na različitim poljima, uključujući antropologiju, astrofiziku, biologiju, paleontologiju, planetarne znanosti i dr. Ti znanstvenici svake godine provode istraživanja i više od 100 ekspedicija širom svijeta. 
Dodiplomska škola Richard Gilder (The Richard Gilder Graduate School) otvorena je 23. listopada 2006. god. i nudi magisterij iz „Umijeća podučavanja znanosti” i doktorat iz „Komparativne biologije”. Godine 2011. na dodiplomskoj školi upisalo se jedanaest učenika, koji su radili paralelno s kustosima i imali pristup cijeloj muzejskoj zbirci. Prvih sedam studenata su diplomirali 30. rujna 2013. god.

## Vanjske poveznice
|  | Zajednički poslužitelj ima još gradiva o temi Američki prirodoslovni muzej |

- Službene stranice muzeja (engl.)
- AMNH na stranicama Google Cultural Institute (engl.)

40°46′50″N 73°58′29″W / 40.78056°N 73.97472°W